# Псилоцибе синеющая
Псилоци́бе сине́ющая (лат. Psilocybe cyanescens) — галлюциногенный гриб рода псилоцибе (лат. Psilocybe).

## Описание
Шляпка красноватая, плоской формы, с голубыми пятнышками по воскоподобному краю. Во влажную погоду поверхность шляпки становится маслянистой, а при высыхании приобретает кремово-охристый оттенок. Пластинки редкие, приросшие, с оттенком, варьирующим от беловато-серого до тёмно-фиолетово-коричневого. Мякоть белая, с мучным запахом. Ножка беловатая или серая, при надавливании окрашивается в голубой цвет. Споровый порошок фиолетово-коричневый.